# رون مكينون
رون مكينون هو مدون وسياسي كندي، ولد في 8 أغسطس 1951. حزبياً، نشط في الحزب الليبرالي الكندي. وقد انتخب عضو مجلس العموم الكندي عن دائرة Coquitlam—Port Coquitlam ‏ وقد انضم خلال فترته النيابية ‏  للكتلة البرلمانية الحزب الليبرالي الكندي.